# Zosterops flavifrons
Zosterops flavifrons — вид воробьиных птиц из семейства белоглазковых (Zosteropidae). Выделяют семь подвидов. По итогам исследований ДНК подвид majusculus предложено повысить до уровня отдельного вида.

## Распространение
Эндемики Вануату, где являются одной из самых распространенных птиц. По всей площади ареала вида встречается также и Zosterops lateralis.

## Описание
Длина тела 11.5-12.5 см, вес 10.9-11.9 г. У представителей номинативного подвида желтоватый лоб, широкие белые глазные кольца, прерванные спереди маленьким тёмным или черноватым пятном, черноватая область продолжается за и под глазами. Макушка и верхняя сторона тела желтовато-оливковые, хвост черно-бурый, как и маховые перья, кайма желто-оливковая. Горло и низ тела насыщенно-желтого цвета, бока с оливковыми оттенками, а ноги сероватые.
Самец и самка похожи, неполовозрелые особи не описаны.
Подвиды мало отличаются друг от друга, главным образом, по яркости оперения, количеству желтого на лбу, размеру и относительной длине хвоста.

### Вокализация
Приятная, часто повторяющаяся трель. Контактные звуки — короткое и высокое «чип-чип» или «циип-циип».

## Биология
В рацион входят членистоногие, фрукты, нектар, семена фруктов, вероятно, также небольшие бутоны.
В кладке три бледно-голубых яйца, 17,8 × 13.8 мм (подвид perplexus).